# Канікули Петрова і Васєчкіна, звичайні й неймовірні
«Канікули Петрова і Васєчкіна, звичайні й неймовірні» (рос. «Каникулы Петрова и Васечкина, обыкновенные и невероятные») —  радянський художній фільм 1984 року режисера Володимира Аленікова. Перша частина дилогії — «Пригоди Петрова і Васєчкіна, звичайні й неймовірні».

## Сюжет
Герої кіножурналу «Єралаш», нерозлучна парочка друзів — сором'язливий Вася Петров та вигадник Петя Васєчкін на літньому відпочинку в піонерському таборі…

## У ролях
- Єгор Дружинін
- Дмитро Барков
- Інна Аленикова
- Інга Ільм
- Олександр Варакин
- Лена Делібаш
- Саша Камон
- Борис Яновський
- Гоги Замбахідзе
- Михайло Салов
- Альоша Ісаєв
- Настя Уланова
- Наташа Казакевич
- Тамуна Берідзе
- Софіко Чіаурелі
- Аркадій Шалолашвілі
- Іраклій Учанейшвілі
- Філіп Аленіков
- Володя Шаповалов
- Олексій Горбунов

## Творча група
- Автор сценарію і режисер-постановник: Володимир Аленіков
- Оператор-постановник: Ігор Фельдштейн
- Художник-постановник: Галіна Щєрбіна
- Композитор: Тетяна Островська
- Автор тексту пісень: Володимир Аленіков